# Gull Brunius
Gull Karin Elvira Brunius, ogift Malm, född 20 juli 1927 i Eda församling i Värmlands län, död 1 augusti 2016 i Vendelsö i Haninge, var en svensk översättare.
Mellan 1962 och 2005 översatte hon runt 100 böcker från engelska och (i mindre utsträckning) från danska. På verklistan återfinns både fack- och skönlitteratur. Hon var från 1952 gift med kulturjournalisten Clas Brunius (1920–1998) och översatte 1962–1971 en handfull titlar i samarbete med denne. Bland författare hon översatte märks Colin Forbes (25 böcker 1974–2003).

## Skrift
- Några spörsmål angående bokförläggares utgivningsplikt (Stockholms universitet. Juridiska fakulteten, 1982)

## Översättningar (urval)
- Richard Condon: En vredens ängel (översatt tillsammans med Clas Brunius) (Bonnier, 1962)
- John Hersey: Barnköparen (The Child Buyer) (Norstedt, 1964)
- Stokely Carmichael och Charles V. Hamilton: Black power: befrielsepolitiken i Amerika (Black Power) (översatt tillsammans med Maj Frisch) (Rabén & Sjögren, 1967)
- Peter L. Berger: Invitation till sociologi : ett humanistiskt perspektiv (Invitation to Sociology) (Rabén & Sjögren, 1969)
- Alistair MacLean: Björnön (Bear Island) (Forum, 1971)
- Wilfred Burchett: Det andra Indokinakriget: Laos och Kambodja (The Second Indochina War) (Rabén & Sjögren, 1971)
- Evan Hunter: Gator av guld (Streets of Gold) (Lindqvist, 1975)
- Elisabeth Kübler-Ross: Samtal inför döden (On Death and Dying)  Bonnier, 1976)
- Marilyn French: Det blödande hjärtat (The Bleeding Heart) (Askild & Kärnekull, 1980)
- Colleen McCullough: Frälsaren (A Creed for the Third Millennium) (Legenda, 1985)
- Mary Stewart: Den mörka dagen (The Wicked Day) (Legenda, 1985)
- John McGahern: Bland kvinnor (Amongst Women) (Bromberg, 1996)
- Oscar Hijuelos: En enkel Havannamelodi (A Simple Habana Melody) (Bromberg, 2004)